# Часовая башня (Сараево)
Сараевская часовая башня (босн. Sarajevska sahat-kula) — часовая башня в Сараево, столице Боснии и Герцеговины. Расположена рядом с мечетью Гази Хусрев-бега и является самой высокой часовой башней в стране, достигая высоты 30 метров. Башня объявлена Национальным памятником Боснии и Герцеговины в 2006 году.
Часы показывают лунное время, в котором стрелки указывают на 12 часов в момент захода солнца, время мусульманской молитвы Магриб. Смотритель (муваккит) устанавливает время часов вручную один раз в неделю.

## История
Сараевская часовая башня была построена Гази Хусрев-бегом, губернатором провинции в период правления Османской империи. Самое раннее документальное упоминание о башне датируется XVII веком в работе Эвлии Челеби. Дважды подвергалась масштабному ремонту, один раз после пожара, когда город подвергся нападению принца Евгения Савойского в 1697 году, а затем в 1762 году.
В 2006 году часовая башня была объявлена Национальным памятником Комиссией по сохранению национальных памятников Боснии и Герцеговины.